# Premi Hugo al millor llibre de no ficció
El Premi Hugo al millor llibre de no ficció (Hugo Award for Best Related Work) és un dels Premis Hugo atorgat cada any a treballs de no ficció relacionats amb la ciència-ficció o la fantasia, publicades en anglès o traduïdes l'any anterior. Altres premis Hugo s'atorguen a novel·les, novel·les curtes, relats i relats curts.
Aquest premi s'ha atorgat anualment des del 1980, titulat inicialment Premi Hugo al millor llibre de no ficció Hugo Award for Best Non-Fiction Book, però el 1999 es va canviar el nom a Hugo Award for Best Related Book. El 2010 es va tornar a canviar el títol a "Hugo Award for Best Related Work". A més d'aquests premis, i a partir del 1996 s'han atorgat els premis Restrospective Hugo (Hugo retrospectiu) pels anteriors 50, 75 o 100 anys anteriors. Fins al 2018, només s'ha atorgat premi retrospectiu per l'any 1954.
Els nomenats i premiats son escollits pels membres de la convenció anual Worldcon. La forma de votació és en forma de segona volta continua amb sis nomenats. Les novel·les nomenades són les sis més votades durant l'any pels membres sense cap límit en el nombre de nomenats. Des del 1959 es reconeix als sis candidats seleccionats. Les votacions es fan de gener a març, i les votacions a les sis novel·les candidates es fa aproximadament d'abril fins a juliol, depenent de quan se celebra la convenció, que acostuma a ser al setembre i a un lloc diferent del món cada any. Els anys 2015 i 2016 el premi va quedar desert.
Durant els quaranta anys de premi, s'han nomenat 197 autors, 52 han guanyat, incloent-hi empats, coautors i "retro hugos". John Clute és l'autor que més premis ha rebut, amb 4, un en solitari, un amb John Grant com a coautors, un amb Peter Nicholls i un amb Nicholls, David Lagford i Graham Sleight. Nicholls n'ha guanyat un tercer, Grant un segon de coautor amb Elizabeth L. Humphrey i Pamela D. Scoville. Thomas Disch l'haguanyat dos cops, els dos en solitari. Cap altre autor l'ha guanyat més d'una vegada.

## Guanyadors
Informació actualitzada per un bot. Els canvis manuals es perdran quan s'actualitzi!
| Guanyador                                                      | Any            | Obra                                |
| -------------------------------------------------------------- | -------------- | ----------------------------------- |
| Stephen King                                                   | 1982           | Danse Macabre                       |
| Carl Sagan                                                     | 1981           | Cosmos                              |
| Harry Warner, Jr.                                              | 1993           | A Wealth of Fable                   |
| Jeff Prucher                                                   | 2008           | Brave New Words                     |
| Peter Nicholls John Clute Graham Sleight David Langford        | 1980 1994 2012 | The Encyclopedia of Science Fiction |
| Thomas M. Disch                                                | 1999           | The Dreams Our Stuff Is Made Of     |
| John Clute John Grant                                          | 1998           | The Encyclopedia of Fantasy         |
| Samuel R. Delany                                               | 1989           | The Motion of Light in Water        |
| Alexei Panshin Cory Panshin                                    | 1990           | The World Beyond the Hill           |
| Lyon Sprague de Camp                                           | 1997           | Time and Chance                     |
| Howard Tayler Mary Robinette Kowal Brandon Sanderson Dan Wells | 2013           | Writing Excuses                     |
| Kameron Hurley                                                 | 2014           | We Have Always Fought               |
| Organització per a les Obres Transformatives                   | 2019           | Archive of Our Own                  |
| Brian W. Aldiss David Wingrove                                 | 1987           | The History of Science Fiction      |
| Maria Dahvana Headley                                          | 2021           | A New Translation                   |
| Kelly Weinersmith Zach Weiner                                  | 2024           | A City on Mars                      |
| Ursula K. Le Guin                                              | 2017           | Writings About Life and Books       |
| Ursula K. Le Guin                                              | 2018           | Thinking About What Matters         |